# Knooppunt Vyškov-východ
Knooppunt Vyškov-východ (Tsjechisch: Dálniční křižovatka Vyškov-východ) is een knooppunt in de regio Zuid-Moravië in Tsjechië.
Op dit knooppunt bij de stad Vyškov sluit de D46 vanuit Olomouc aan op de D1 Praag/Brno/Ostrava.

## Geografie
Het knooppunt ligt in de regio Zuid-Moravië.
Naburige buurten en dorpen zijn Brňany, Křečkovice en Topolany.

## Richtingen knooppunt
| Aansluitende wegen | Aansluitende wegen | Aansluitende wegen  | Aansluitende wegen | Aansluitende wegen |
| ------------------ | ------------------ | ------------------- | ------------------ | ------------------ |
|                    |                    | 46 richting Olomouc |                    |                    |
|                    |                    |                     |                    |                    |
|                    | 1 richting Ostrava |                     |                    |                    |
|                    |                    |                     |                    |                    |
| 1 richting Brno    |                    |                     |                    |                    |